# Ciriaca di Pianella
Ciriaca di Pianella (... – III secolo) fu una giovane martire cristiana, venerata come santa della Chiesa cattolica.

## Agiografia
Ciriaca era un'adolescente di dodici o tredici anni, figlia di nobili patrizi; visse al tempo degli imperatori Diocleziano e Galerio nel III secolo, periodo in cui nell'impero Romano veniva vietata severamente la nuova religione cristiana, perché professava la fede in un unico e vero Dio, contro tutte le divinità pagane e predicava la fratellanza e l'uguaglianza di tutti gli uomini. 
Santa Ciriaca, che la tradizione cristiana considera vergine e martire, venne sepolta nelle Catacombe di Priscilla.

## Culto
I suoi resti sono oggi custoditi nella chiesa di Sant'Antonio Abate di Pianella, collocato nella cappella laterale sinistra sotto un altare; ai due lati compaiono le statue degli altri due santi patroni della città di Pianella: san Silvestro e san Pantaleone. Fino al 1946 l'urna è rimasta sotto l'altare maggiore.

### Da Roma a Pianella
Il 15 marzo 1834 frà Giuseppangelo de Fazio di Pianella, cappuccino, vescovo missionario e visitatore apostolico, ottenne il permesso da papa Gregorio XVI di prelevare dalle catacombe il corpo di una martire per esporlo alla pubblica venerazione nella sua diletta città di Pianella. La scelta non era facile tra i tanti santi martiri; allora il vescovo, come raccontò direttamente ai suoi familiari, scendendo nella Catacomba di Priscilla andava ripetendo l'invocazione: "Quale santo vuol venire con me?". Emozionato si accostò ad un loculo ove era riposta la martire Ciriaca ed avvertì come una chiamata, la sua tonaca era tirata da una parte e comprese che quello era un segno evidente per la sua scelta definitiva. Aperto il loculo, il corpo era avvolto in eleganti vesti di seta, vicino era stata posta un'ampolla tinta di sangue ed una lastra di marmo incisa con un cuore trafitto da una palma, con la seguente incisione: QUIRACÆ IN PACE (Ciriaca riposa in pace). Le eleganti vesti di seta denotano che Ciriaca apparteneva ad una famiglia patrizia, e l'ampolla tinta di sangue, la palma e il cuore trafitto sarebbero stati i segni evidenti del martirio subito dalla fanciulla romana.
Il corpo della Santa fu trasportato fino a Cittaducale e da qui su una splendida carrozza, seguita da molti fedeli e devoti che recitavano preghiere, cantavano inni di gioia ed offrivano numerosi oggetti in oro. Il 2 aprile 1834 arrivò a Pianella accolto dal tripudio della folla. Per diciotto giorni il corpo della Santa fu deposto nella casa paterna del vescovo de Fazio per essere rivestito di nuovi abiti di seta. Questa permanenza è confermata dalla tradizione, giunta fino ai nostri giorni, di fare una sosta davanti alla sopraddetta casa durante la processione annuale di santa Ciriaca, dove abita la famiglia Ferrara, imparentata con i de Fazio, che è solita chiamare una stanza della casa la <<Cameretta di santa Ciriaca>>, ove sono riposti i quadri della Santa e del vescovo de Fazio. Il 20 aprile 1834 il corpo venne esposto alla pubblica venerazione nella Chiesa Madre di Sant'Antonio Abate.
Le decorazioni degli ornamenti furono cuciti con i capelli della sarta pianellese Mariateresa Lizza, sposata con Eugenio Sebastiani, fabbricante di tini; i capelli per il lavoro furono probabilmente dati anche da altri fedeli (la testimonianza è della figlia di Mariateresa, Elisabetta, che si ricordava di un intervento sui paramenti successivo a quello del 1834).

### Indulgenze
Papa Gregorio XVI accordò l'indulgenza di dodici anni, applicabile anche ai defunti, a tutti quelli che visitando il corpo della Vergine e Martire avrebbero pregato per la propagazione della fede.
Papa Leone XIII accordò l'indulgenza plenaria, applicabile anche ai defunti, a tutti quelli che avrebbero visitato il corpo della Vergine e Martire dai primi ai secondi vespri della sua festa.

### Le compagnie e le verginelle
Le compagnie sono gruppi di gente devoti a Santa Ciriaca, provenienti a piedi dalle campagne e dai paesi vicini e lontani pregando e cantando in dialetto accordato: Lu petucce de Santa Ciriche, ca ci ha nate na rose e nu gije, e pregate popile mie, Santa Ciriche la grazia ci fa... che significa "Il piedino di Santa Ciriaca dove c'è nata una rosa e un giglio, pregate o popolo mio, Santa Ciriaca la grazia ci fa...". Le ragazze e le giovani di queste compagnie venivano vestite da Santa Ciriaca: abito bianco con in testa un velo e serto di fiorellini, un mazzolino di fiori bianchi in mano, ed erano chiamate "Verginelle" o "Ciricolle". Al canto melodioso, che si udiva da qualche chilometro di distanza dal paese, si univa il suono festoso delle campane e un sacerdote, vestito con paramenti liturgici, andava loro incontro per accompagnarle in chiesa alla venerazione della Santa. È grande l'emozione che invade ogni pianellese quando viene esposta al pubblico la Santa Verginella con una piccola processione, allietata da canti, preghiere e fuochi pirotecnici.